# Huisne
Pour les articles homonymes, voir Huisne (homonymie).
L'Huisne [ɥin] est une rivière du nord-ouest de la France des trois départements d'Eure-et-Loir, de l'Orne et de la Sarthe dans les trois régions Normandie, Centre-Val de Loire et Pays de la Loire. C'est un affluent de la Sarthe en rive gauche, donc un sous-affluent de la Loire par la Maine.

## Géographie
L'Huisne prend sa source dans les hauteurs du Perche, à La Perrière (département de l'Orne). Après un cours de 164,9 km, elle conflue avec la Sarthe au Mans.
La rivière suit d'abord une pente en direction du sud-est, tourne à angle droit à Nogent-le-Rotrou pour filer, vers le sud-ouest, le long de la grande faille du Perche.

### Bassin versant
Son bassin versant de 2 404 km2 s'étend dans le calcaire crétacé recouvert d'argile à silex, parfois troué d'affleurements jurassiques. Des côtes modestes, des précipitations modérées expliquent un débit bien faible (15 m3/s au Mans) avec un étiage d'été soutenu et des crues hivernales, parfois fortes, en aval[réf. souhaitée].

### Principales localités traversées
L'Huisne baigne notamment les villes et bourgs suivants (d'amont en aval) :
- Département de l'Orne : Rémalard, Mauves-sur-Huisne,
- Département d'Eure-et-Loir : Nogent-le-Rotrou,
- Département de la Sarthe : La Ferté-Bernard, Connerré, Montfort-le-Gesnois, Champagné et Le Mans.

Bien que n'arrosant pas la ville, l'Huisne avait donné son nom révolutionnaire à Mortagne-au-Perche : Mortagne-sur-Huisne.

### Communes et cantons traversés
Dans les trois départements d'Eure-et-Loir, de l'Orne et de la Sarthe, l'Huisne traverse quarante-six communes.

### Toponymes
L'Huisne a donné son hydronyme aux sept communes suivantes de Bellou-sur-Huisne, Condé-sur-Huisne, Mauves-sur-Huisne, Saint-Denis-sur-Huisne, Saint-Maurice-sur-Huisne, Sceaux-sur-Huisne, Vouvray-sur-Huisne. Il avait aussi été donné aux deux autres communes de Mortagne-sur-Huisne et Le Theil-sur-Huisne.

### Organisme gestionnaire
L'organisme gestionnaire est le syndicat du bassin de la Sarthe (SBS), créé le 1er janvier 2018 selon des statuts approuvés le 27 novembre 2017. Le schéma d'aménagement et de gestion des eaux (Sage) de l'Huisne avait été « arrêté le 27 janvier 1999 et modifié le 4 mai 2017 ».

## Affluents
L'Huisne a quarante-six tronçons affluents référencés dont :
- la Commeauche (rive gauche), conflue à Boissy-Maugis
- la Corbionne (rive gauche[note 1]), conflue à Condé-sur-Huisne
- la Cloche (rive droite), conflue à Margon
- le Val Roquet (rive droite), conflue à Nogent-le-Rotrou
- la Rhône (rive gauche), conflue à Nogent-le-Rotrou
- la Même (rive droite), conflue à La Ferté-Bernard
- le Dué (rive gauche), conflue à Connerré
- le Narais (rive gauche), conflue à Saint-Mars-la-Brière
- la Parence (rive droite), conflue à Yvré-l'Évêque

## Hydrologie

### L'Huisne à Montfort-le-Gesnois
Le débit de l'Huisne a été observé sur une période de 26 ans (1983-2008), à Montfort-le-Gesnois, localité du département de la Sarthe, située à une vingtaine de kilomètres en amont de la ville du Mans donc[pourquoi ?] du confluent avec la Sarthe. À cet endroit le bassin versant de la rivière est de 1 890 km2 (sur un total de 2 396 km2 ou 2 404 km2). Les chiffres suivants excluent notamment ceux de la Parence et du Narais.
Le module de la rivière à Montfort-le-Gesnois est de 13,1 m3/s.
L'Huisne présente les fluctuations saisonnières de débit peu importantes et typiques des rivières du bassin ligérien nord-occidental, avec des hautes eaux d'hiver portant le débit mensuel moyen à un niveau situé entre 15,1 et 22,9 m3/s, de décembre à avril inclus (maximum en janvier), et des basses eaux d'été de mi-juin à octobre, avec une baisse du débit moyen mensuel allant jusque 6,80 m3/s au mois d'août, ce qui reste assez abondant.

### Étiage ou basses eaux
Le VCN3 peut chuter jusque 3,7 m3/s, en cas de période quinquennale sèche, ce qui reste très confortable.

### Crues
D'autre part les crues peuvent être assez importantes. Les QIX 2 et QIX 5 valent respectivement 73 et 100 m3/s. Le QIX 10 est de 120 m3/s, le QIX 20 vaut 140 m3/s tandis que le QIX 50 se monte à 170 m3/s.
Le débit instantané maximal enregistré a été de 178 m3/s le 24 janvier 1995, tandis que la valeur journalière maximale était de 156 m3/s le même jour. En comparant ces chiffres aux valeurs des différents QIX de la rivière, il apparaît que ces crues étaient d'ordre cinquantennal et donc assez exceptionnelles.

### Lame d'eau et débit spécifique
La lame d'eau écoulée dans le bassin de l'Huisne est de 219 millimètres annuellement, ce qui est moyennement abondant dans le contexte du bassin ligérien. C'est certes nettement inférieur à la moyenne d'ensemble de la France (330 millimètres/an), ainsi qu'à celle de l'ensemble du bassin versant de la Loire (244 millimètres/an), mais supérieur au bassin de la Sarthe (201 millimètres/an) et surtout du Loir voisin (129 millimètres/an). Le débit spécifique (ou Qsp) atteint 6,9 litres par seconde et par kilomètre carré de bassin.

### Débits des cours d'eau du bassin de l'Huisne
| Nom     | Localité             | Débits en m3/s | Débits en m3/s | Débits en m3/s | Débits en m3/s | Débits en m3/s | Débits en m3/s | Débits en m3/s | Cote max (m) | Max. instant. | Max. journ. | Lame d'eau (mm) | Surface (km2) |
| Nom     | Localité             | Module         | VCN3 (étiage)  | QIX 2          | QIX 5          | QIX 10         | QIX 20         | QIX 50         | Cote max (m) | Max. instant. | Max. journ. | Lame d'eau (mm) | Surface (km2) |
| ------- | -------------------- | -------------- | -------------- | -------------- | -------------- | -------------- | -------------- | -------------- | ------------ | ------------- | ----------- | --------------- | ------------- |
| Huisne  | Nogent-le-Rotrou     | 6,26           | 2,300          | 42             | 58             | 69             | 79             | 93             | 2,45         | 107           | 86,3        | 239             | 827           |
| Rhône   | Nogent-le-Rotrou     | 0,55           | 0,170          | 4,3            | 6,2            | 7,5            | 8,7            | 10             | 1,90         | 12            | 6,4         | 221             | 78            |
| Même    | Ferté-Bernard        | 1,15           | 0,230          | -              | -              | -              | -              | -              | 6,12         | 14,5          | 9,95        | 208             | 175           |
| Huisne  | Cherré               | 12,40          | 3,300          | 62             | 75             | 84             | 93             | -              | 2,61         | 86,6          | 85,3        | 277             | 1 420         |
| Huisne  | Montfort-le-Gesnois  | 13,00          | 3,700          | 71             | 100            | 120            | 140            | 170            | 3,04         | 178           | 156         | 218             | 1 890         |
| Narais  | Saint-Mars-la-Brière | 0,931          | 0,220          | 4,1            | 6,1            | 7,4            | 8,6            | 10             | 1,38         | 10,4          | 8,12        | 176             | 167           |
| Parence | Yvré-l'Évêque        | 0,929          | 0,048          | 6,9            | 10             | 12             | 14             | 17             | 2,71         | 13,5          | 13,3        | 159             | 185           |
| Huisne  | Le Mans              | 15,50          |                |                |                |                |                |                |              |               |             |                 | 2 385         |

## Faune piscicole
L'Huisne héberge une population exceptionnelle d'ombres. Ces derniers, introduits dans les années 1970, ont également colonisé la Cloche, petit affluent de l'Huisne qui se jette dans celle-ci à Nogent-le-Rotrou .

## Patrimoine et curiosités

### Patrimoine
Comme l'ensemble du bassin de la Sarthe, la vallée de l'Huisne possède un patrimoine extrêmement riche, tant du point de vue naturel que du point de vue architectural. La liste suivante est seulement exemplative.
- La Perrière : Château de Monthimer du XVe siècle, grosse tour à mâchicoulis et portail de début du XVIe (inscrit Monument Historique). Manoir de Soizay du XVIe (inscrit monument historique). Demeure dite du Logis de l'Évêque des XVe et XVIe siècles (inscrit Monument Historique). Atelier de broderie sur filet. Musée de la Mode d'Antan. Village : Site Inscrit.

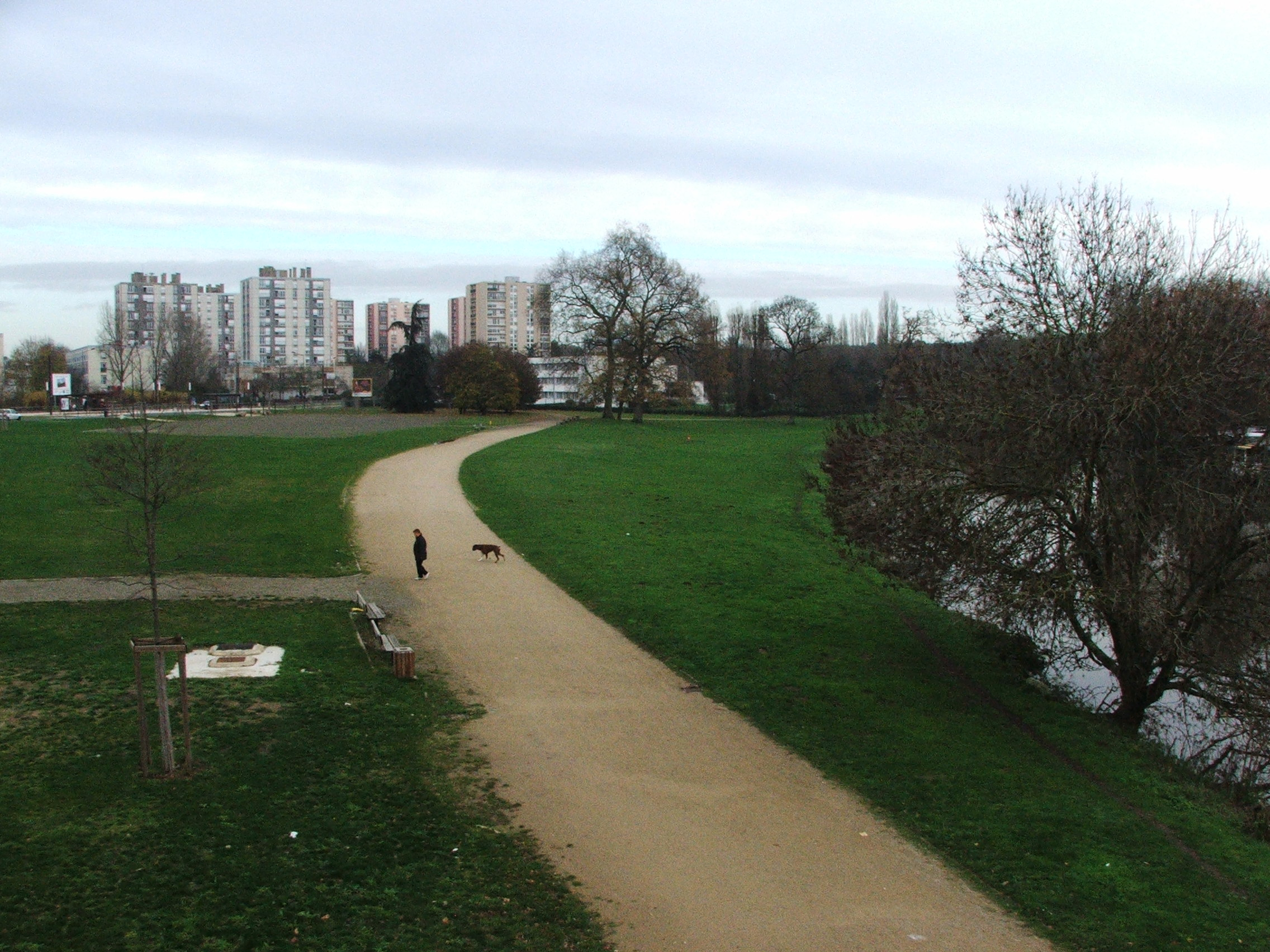
Les bords de l'Huisne aux Sablons, lieu de la découverte du trésor des Sablons.

- La Ferté-Bernard, surnommée la Venise de l'ouest, parce que sillonnée de bras de cours d'eau appartenant à l'Huisne et à la Même. Vieille ville avec ruelles pittoresques et canaux (site inscrit). Vestiges château fort et enceinte (inscrit Monument Historique) avec logis du XVe siècle. Porte Saint-Julien du XVe (monument historique). Halles des XVe et XVIe siècles (inscrit Monument Historique). Vieilles maisons à colombage des XVe et XVIe siècles (inscrit Monument Historique). Superbe église Notre-Dame-des-Marais gothique et Renaissance (Monument Historique), avec bas-reliefs et statues, orgue du XVIe siècle, très beaux vitraux des XVe et XVIe siècles. Station verte et Ville fleurie. Visite en petit train, promenades en barques électriques sur canaux. Base de loisir de 55 hectares. Plan d'eau : baignades, nautisme, canoë-kayak, pêche. Centre équestre, et bien d'autres choses encore.
- Le Mans : dans le quartier des Sablons, les berges de l'Huisne aménagées forment la promenade Newton. C'est là, dans le remblai, qu'en 1997 sont trouvés par des promeneurs les premières monnaies du trésor des Sablons, 152 statères gaulois en or.

### Légende
Le folklore sarthois parle d'une créature se nommant la Velue et se cachant dans l'Huisne, se présentant sous les traits « d'un monstre ayant survécu au déluge, mi- dragon mi-serpent, recouvert de poils et de la taille d’un gros bœuf ». Celle-ci terrifiait la population de La Ferté-Bernard au XVe siècle.